# 도원초등학교 (경남)
도원초등학교는 대한민국 경상남도 통영시 도산면 남해안대로 2054 (원산리)에 있었던 초등학교이다.

## 연혁
- 1949년 12월 15일 설립 인가
- 1950년 2월 1일 도원공립국민학교로 개교
- 1982년 3월 1일 병설유치원 개원
- 1996년 3월 1일 도원초등학교로 교명 변경
- 1996년 3월 19일 학교 급식(농촌형) 실시
- 1999년 3월 1일 도산초등학교로 통폐합